# Sabba da Castiglione

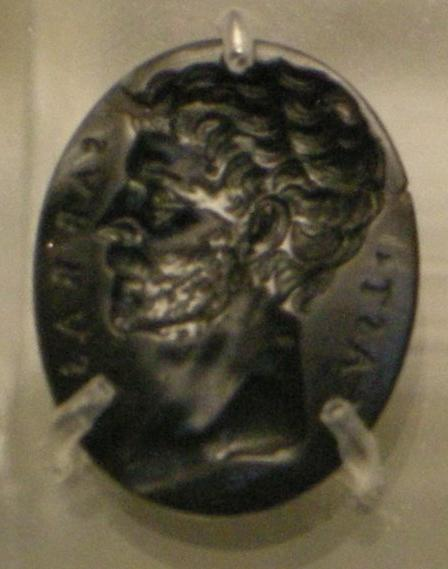
Giovanni Bernardi da Castelbolognese (attr.), gemma intagliata con fra Sabba di Castiglione

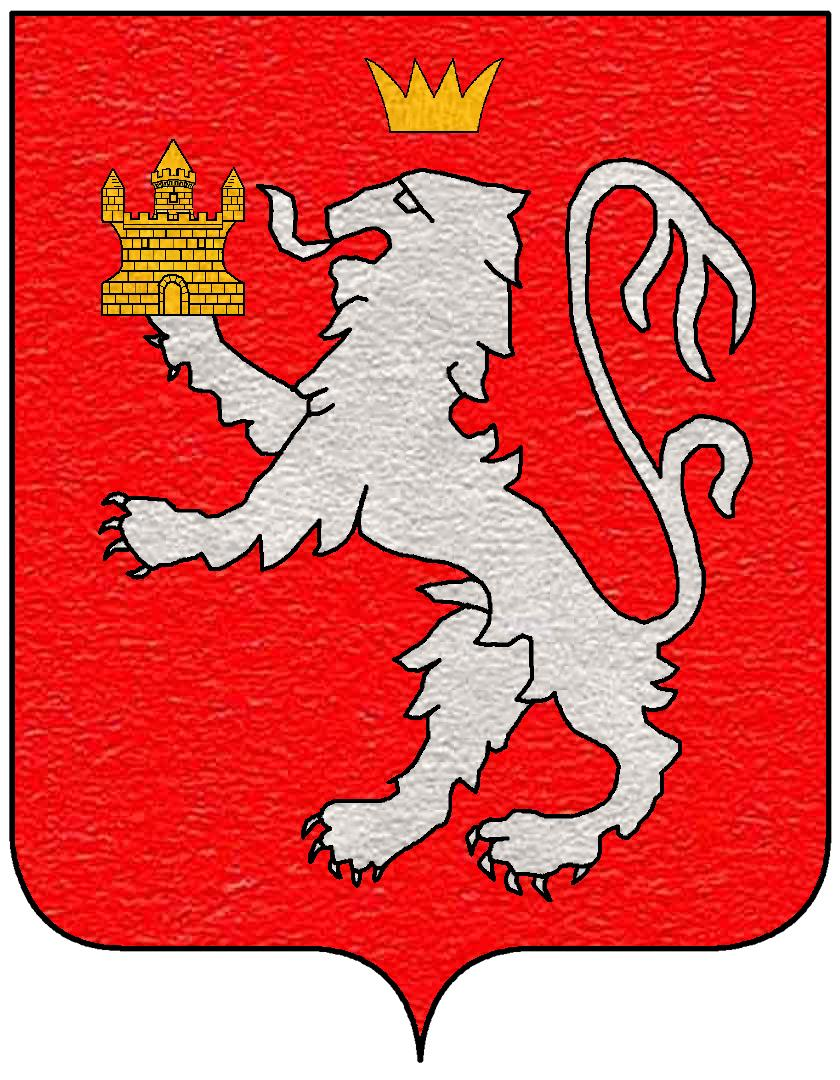
Stemma dei Castiglione.

Sabba da Castiglione o fra' Sabba da Castiglione o Saba da Castiglione (Milano, 1480 – Faenza, 16 marzo 1554) è stato un religioso, letterato e umanista italiano, appartenente all'Ordine dei Cavalieri Ospitalieri.

## Gli anni della formazione
Nato a Milano da Giovanni di nobile famiglia, Sabba si formò presso l'Università degli Studi di Pavia, dove frequentò gli studi di legge, filosofia e teologia. Dopo un breve soggiorno a Mantova, nel 1505, all'età di venticinque anni, decise di entrare nell'Ordine dei Cavalieri Gerosolimitani, del quale divenne presto vice procuratore generale. Fino al 1508 fu a Rodi, poi si trasferì a Roma, dove coltivò il suo amore per l'arte e la letteratura. Decise poi di lasciare la capitale  per allontanarsi da quel mondo corrotto e mondano e tra il 1515 e il 1519 si stabilì a Faenza, dove divenne commendatario della chiesa di Santa Maria Maddalena nel Borgo Durbecco: per questo ancora oggi l'edificio è conosciuto come "Chiesa della Commenda".

## Commendatario a Faenza
Nella città romagnola si dedicò allo studio, al mecenatismo e alle opere di assistenza. Acquistò libri, organizzando una biblioteca con testi importanti e preziosi; raccolse sculture e altre opere di artisti come Fra Damiano da Bergamo; istituì una scuola pubblica gratuita per bambini poveri; aprì un ospizio per pellegrini. Nel 1525 promosse il restauro del chiostro per offrire una sede ai cavalieri suoi confratelli. Nel 1533 impreziosì la chiesa a lui affidata facendo realizzare da Girolamo da Treviso il grande affresco del catino absidale con la Madonna in trono tra santa Maria Maddalena e santa Caterina d'Alessandria. Un'altra pittura notevole che lui fece realizzare poco prima del 1554 è l'affresco monocromo del forlivese Francesco Menzocchi: raffigura lo stesso fra' Sabba ormai vecchio presentato da san Giuseppe alla Vergine. Sotto questo affresco trova posto il sepolcro che poco tempo dopo accolse i resti mortali del commendatario; la lastra tombale presenta un'epigrafe latina da lui stesso composta.

## Opere
La sua opera principale, i Ricordi ovvero ammaestramenti, è un trattato sul comportamento, pubblicato nel 1546 a Bologna, dove fu data alle stampe anche la seconda edizione nel 1549. La terza fu stampata a Venezia tra il 1554 e il 1555. Notevole la fortuna di libro, che conobbe, oltre alle prima tre, altre ventuno edizioni (l'ultima nel 1999).
Altre opere sono: Il lamento pietoso del disgraziato Glonico pastore d'amore e di Delia crudele da lui sommamente amata (Venezia, 1528) e Consolatoria (Bologna, 1529).